# George B.
George B. es una película estadounidense del género comedia de 1997, dirigida por Eric Lea, que a su vez la escribió, musicalizada por David Reynolds, en la fotografía estuvo Wayne Kennan y los protagonistas son David Morse, Nina Siemaszko y Bradley Gregg, entre otros. El filme fue realizado por Tango West y se estrenó el 20 de enero de 1997.

## Sinopsis
Luego de ganar plata apostando en Reno, George goza de una racha de suerte con la cual obtiene alegría y éxito. Sale con una mujer muy linda y trabaja con un amigo, pero más adelante su fortuna va a cambiar.